# Junglinster
Junglinster (luxemburgués,  Jonglënster) es un municipio y ciudad en Luxemburgo oriental, en la frontera con Alemania. Es parte del cantón de Grevenmacher, que forma parte del distrito de Grevenmacher. El municipio está formado por las localidades de Altlinster, Beidweiler, Blumenthal, Bourglinster, Eisenborn, Eschweiler, Godbrange, Gonderange, Graulinster, Imbringen y Rodenbourg.
En 2018 tenía una población de 3.250 habitantes.